# Fardhem
Fardhem är en kyrkby i Fardhems socken i Gotlands kommun, belägen på södra Gotland cirka 4 km nordväst om Hemse.
Fardhem ligger i ett odlingslandskap norr om den forna sjön Mästermyr. 

## Personer från Fardhem
Operasångaren Mattias Nilsson är född i Fardhem.